# Sevede och Tunaläns domsagas tingslag
Sevede och Tunaläns domsagas tingslag var ett tingslag i Kalmar län och från 1858 i Sevede och Tunaläns domsaga. Det bildades 1 januari 1936 av Sevede tingslag och Tunaläns tingslag och upplöstes 1 januari 1969 då dess verksamhet överfördes till Västerviks domsagas tingslag och Oskarshamns domsagas tingslag. Tingsplats var Vimmerby.

## Ingående områden
Tingslaget omfattade Sevede och Tunaläns härader.